# 曾景來
曾景來（1902年—1977年），高雄市美濃區人。畢業自曹洞宗大學，受忽滑谷快天、村上專精、木村泰賢、宇井伯壽 等日本曹洞宗，科學精神的歷史實證主義、理性主義之影響，為台灣宗教哲學佛教近代化之先驅，著有《阿含の佛陀觀》、《臺灣宗教と迷信陋習》。

## 生平
1902年（明治35年）出生於高雄美濃，1917年美濃公學校畢業後進入曹洞宗在臺灣的唯一中學林臺灣佛教中學林，1920年畢業。1922年曹洞宗第四中學林畢業後，進入曹洞宗大學高等部1924進入曹洞宗大學大學部佛教學科，1928年畢業，學士論文為《阿含の佛陀觀》，同年返臺。1929年受命於曹洞宗，擔任臺灣巡迴布教師另擔任南瀛佛教會教師。1932 年擔任《南瀛佛教》編輯，直到1940年。1933年受臺灣總督府社會科囑託，主要協助處理宗教事務與調查。1941年赴海南島調查。戰後任《臺灣佛教》主編、中國佛教會臺灣分會理事、花蓮東淨寺住持。

## 理論與主張

### 科學精神的佛陀觀
曾景來受承日本曹洞宗，台灣佛教近代科學精神的歷史實證主義、理性主義化的推手，以近代理性主義立場來宣揚以佛陀成道（自覺）為中心的佛教理念，破除民間迷信的宗教除魅。擔任社會科囑託時所撰寫的《臺灣宗教と迷信陋習》，亦可看出受到井上圓了《妖怪學講義》的影響。

## 著作
- 曾景來，1926，〈善惡根源之研究（一）〉，《南瀛佛教會會報》4:5，頁22-24。
- 曾景來，1926，〈善惡根源之研究（二）〉，《南瀛佛教會會報》4:6，頁17-20。
- 曾景來，1927，〈善惡根源之研究（三）〉，《南瀛佛教》5:3，頁35-38。
- 曾景來，1927，〈善惡根源之研究（完）〉，《南瀛佛教》5:4，頁38-41。
- 曾景來，1927，〈對宗教之管見〉，《中道》47，頁10。
- 曾景來，1927，〈阿含の佛陀觀（二）〉，《南瀛佛教》6:1，頁31-43。
- 曾景來，1928，〈道德より宗教へ（一）〉，《中道》58，頁12-14。
- 曾景來，1928，〈道德より宗教へ（二）〉，《中道》59，頁16-17。
- 曾景來，1928，〈道德より宗教へ（三）〉，《中道》60，頁13-15。
- 曾景來，1928，〈阿含の佛陀觀（三）〉，《南瀛佛教》6:2，頁29-39。
- 曾景來，1928，〈阿含の佛陀觀（四）〉，《南瀛佛教》6:3，頁23-32。
- 曾景來，1928，〈阿含の佛陀觀（五）〉，《南瀛佛教》6:4，頁26-38。
- 曾景來，1929，〈阿含の佛陀觀（九）〉，《南瀛佛教》7:2，頁25-29。
- 曾景來，1929，〈阿含の佛陀觀（十）〉，《南瀛佛教》7:3，頁12-18。
- 曾景來，1930，〈佛陀的成道怎麼樣？〉，《南瀛佛教》8:3，頁15-17。
- 曾景來，1938，《臺灣宗教と迷信陋習》。臺北：臺灣宗教研究會。
- 曾景來，2009，《寒山詩解》。臺南：和裕出版社。

## 延伸閱讀
- 中央研究院「日治臺灣哲學與實存運動」研究計畫，《日治時期臺灣哲學文獻清單列表 （页面存档备份，存于）》。
- 臺灣大學佛學圖書館─曾景來，《臺灣大學佛學圖書館─曾景來 （页面存档备份，存于）》。
- 林建德，2020，〈試探臺灣日治時期之「宗教批判」─以曾景來為例的審視與反思〉，《法鼓佛學學報》，27期，頁67-103。
- 闞正宗，2020，〈臺灣殖民時期「佛教教化」與「迷信陋習」改革的推動─以曾景來（1902-1977）為中心〉，《法鼓佛學學報》，27期，頁105-142。
- 廖欽彬，2020，〈曾景來的宗教哲學─近代日本佛教研究與佛陀觀〉，《法鼓佛學學報》，27期，頁33-66。
- 石井公成、廖欽彬（譯），2020，〈日本禪學的近代化與臺灣佛教─以忽滑谷快天與井上秀天為中心〉，《法鼓佛學學報》，27期，頁1-13。
- 林韻柔，2020，〈戰後初期臺灣佛教勢力的競合─以玄奘靈骨來臺為例〉，《法鼓佛學學報》，27期，頁143-203。
- 邱敏捷，〈日治時期曾景來的行誼及其對臺灣佛教之研究〉，《臺灣文獻》第70卷第2期，2019年6月，頁1-32。